# Hằng Thân vương
Hòa Thạc Hằng Thân vương (chữ Hán: 和碩恆親王, tiếng Mãn: ᡥᠣᡧᠣᡳ
 ᡨᠣᠮᠣᡥᠣᠩᡤᠣ
 ᠴᡳᠨ ᠸᠠᠩ, Abkai: Hošoi tomohonggo cin wang) là tước vị Thân vương truyền đời của nhà Thanh trong lịch sử Trung Quốc.

## Khái quát
Thủy tổ của Hằng vương phủ là Dận Kì - Hoàng tử thứ năm của Thanh Thánh Tổ Khang Hi Đế. Ông từ nhỏ đã được bà nội là Hiếu Huệ Chương Hoàng hậu nuôi dưỡng, được Khang Hi Đế khen là phẩm tính ôn hòa lương thiện, làm việc thành thật chất phát, lại rất có hiếu.
Năm Khang Hi thứ 48 (1709), ông được phong làm Hằng Thân vương, là một trong ba người con trai đầu tiên của Khang Hi Đế được ban tước Thân vương (ngoài ra còn có Thành Thân vương Dận Chỉ và Ung Thân vương Dận Chân). Ông lúc sinh thời không tham gia vào sự kiện "Cửu tử đoạt đích", nên sau khi lên ngôi, Ung Chính Đế đối đãi với ông tương đối dễ chịu, không như những người anh em khác. Ngoài ra, tước vị của ông cũng sẽ được thừa kế, tuy nhiên mỗi lần thì bị giáng xuống một bậc. Năm Ung Chính thứ 10 (1732), ông qua đời tại phủ đệ, được triều đình truy thụy "Ôn" (溫).
Hằng vương phủ sau khi thành lập đến khi lụi tàn, truyền được chính thức 13 đời, trong đó có 2 vị Thân vương, 1 vị Quận vương, là một trong những Vương phủ không phải Thiết mạo tử vương có nhiều vị Vương nhất. Tuy nhiên, gần đến thời Thanh mạt, Hằng vương phủ lại bị giáng xuống tước Bất nhập Bát phân Phụ quốc công (不入八分辅国公) - tước vị thấp nhất của Hoàng thân nhà Thanh. Đây là một điều khá lạ, vì thông thường Vương phủ bắt đầu là Thân vương thì sau 4 đời giáng tước sẽ được giữ nguyên tước vị, tức Phụng ân Trấn quốc công (奉恩镇国公), nhưng Hằng vương phủ lại bị giáng xuống tận 3 bậc.

### Ý nghĩa phong hiệu
Phong hiệu ["Hằng"] của Dận Kì, Mãn văn là 「tomohonggo」, ý là "Trấn định", "Ổn trọng", hoàn toàn phù hợp với những gì Khang Hi Đế đã từng nhận xét về ông.

### Chi hệ
Dận Kì có tất cả 7 con trai, trong đó con trai thứ ba và thứ năm đều mất sớm, vì vậy còn lại năm chi hậu duệ. Trong năm chi, hậu duệ của con trai thứ tư Trấn quốc Tướng quân Hoằng Ngang tuyệt tự ở tự bối "Phổ", hậu duệ của con trai thứ bảy Phụng ân Tướng quân Hoằng Đồng tuyệt tự ở tự bối "Miên", vì vậy truyền thừa đến nay chỉ còn ba chi là hậu duệ của con trai trưởng Hoằng Thăng, con trai thứ hai Hoằng Chí và con trai thứ sáu Hoằng Thưởng.
Ban đầu Đại tông Hằng vương phủ vốn do con trai trưởng của Dận Kì là Hoằng Thăng kế thừa (được phong làm Thế tử). Tuy nhiên, vào năm Ung Chính thứ 5 (1727), Hoằng Thăng bị cách tước, Đại tông liền giao cho Hoằng Chí. Hoằng Chí truyền thừa qua 2 đời, đến cuối những năm Càn Long lại do hậu duệ của Hoằng Thăng thừa tập. Cuối cùng đến năm Đạo Quang thứ 15 (1835), Đại tông hậu duệ của Hoằng Thăng phạm tội bị cách tước, tước vị một lần nữa chuyển giao cho hậu duệ Hoằng Chí, từ đó không thay đổi cho đến thời Thanh mạt.

### Kỳ tịch
Tương tự với Dận Chân, Dận Hựu và Dận Tự, phương thức nhập kỳ của Dận Kì cũng là "Bán đại nhập thức", tức một bộ phận Tá lĩnh đem ra từ Thượng Tam kỳ, một bộ phận là chiếm đoạt từ Kỳ phân của các Vương công trong Hạ ngũ kỳ. Hằng vương phủ được phân tại Tương Bạch kỳ, là Hữu dực cận chi Tương Bạch kỳ Đệ nhất tộc, chính là đoạt một phần Tá lĩnh của Túc vương phủ. Tuy nhiên từ Tái Phục trở về sau, tước vị của Hằng vương phủ đã xuống Bất nhập Bát phân, mất đi địa vị Lĩnh chủ.

### Địa vị
Hằng vương phủ không tính là nổi bật trong các chi Tông thất hậu duệ của Thánh Tổ Khang Hi Đế, nguyên nhân chủ yếu là vì Dận Kì không tham gia nhiều các hoạt động chính trị. Theo như đánh giá thời Càn Long - Gia Khánh, nhất mạch Hằng vương phủ là một nhà "yên ổn với phú quý", vì vậy luôn một mực tích lũy các loại tài sản. Có lẽ là do ảnh hưởng từ ban đầu, hậu duệ Hằng vương phủ về sau cũng rất ít tham gia vào chính trị, trong các con cháu cũng hiếm có người làm quan.

### Phủ đệ
Có hai tòa Hằng vương phủ. Phủ cũ nằm ở phố nhỏ Thiêu Tửu ở bên ngoài Triều Dương môn, nguyên là phủ đệ của Phụ quốc Giới Trực công Lại Mộ Bố. Phủ này có đại điện rộng 7 gian, phối phòng hai bên Đông - Tây mỗi bên 7 gian, hậu điện 5 gian, hậu tẩm 7 gian, dãy nhà sau 7 gian. Sau khi Miên Cương qua đời, phủ này đổi thành phủ đệ của con trai thứ ba của Gia Khánh Đế là Đôn Thân vương Miên Khải. Người tập tước Dịch Khuê lập tức chuyển đến đường Đông Tà thuộc khu Tây Thành, chính là phủ mới. Phủ này ban đầu chính là phủ Thế tử của Hoằng Thăng, là phủ theo phẩm cấp Bối lặc.

## Hằng Thân vương
Thứ tự thừa kế Hằng vương phủ. Số năm lần lượt là năm sinh, năm thừa tước, năm mất; in đậm là khoảng thời gian thụ tước:
1. Hằng Ôn Thân vương Dận Kì (胤祺)
1680 - 1709 - 1732
2. Hằng Khác Thân vương Hoằng Chí (弘晊)
1700 - 1732 - 1775
3. Hằng Kính Quận vương Vĩnh Hạo (永皓)
1755 - 1775 - 1788
Truy phong: Dĩ cách Thế tử Cung Khác Bối lặc Hoằng Thăng (弘昇)
1696 - 1720 - 1727 - 1754
4. Bối tử Vĩnh Trạch (永澤)
1741 - 1790 - 1810
5. Phụng ân Trấn quốc công Miên Cương (綿疆)
1777 - 1810 - 1811
6. Dĩ Cách Phụng ân Trấn quốc công Dịch Khuê (奕奎)
1803 - 1811 - 1835 - 1841
7. Phụng ân Phụ quốc công Miên Tung (綿崧)
1780 - 1835 - 1837
8. Phụng ân Phụ quốc công Dịch Lễ (奕禮)
1792 - 1838 - 1849
9. Phụng ân Phụ quốc công Tái Phục (載茯)
1809 - 1849 - 1862
10. Bất nhập Bát phân Phụ quốc công Phổ Tuyền (溥泉)
1836 - 1863 - 1864
11. Bất nhập Bát phân Phụ quốc công Dục Sâm (毓森)
1860 - 1865 - ?
12. Bất nhập Bát phân Phụ quốc công Hằng Yến (恆溎)
1911 - ? - ?

### Hoằng Thăng chi hệ
- 1720 - 1727: Dĩ Cách Hằng Thân vương Thế tử Hoằng Thăng (弘昇) - con trai trưởng của Dận Kì. Năm 1727 bị cách tước.

### Hoằng Chí chi hệ
- 1725 - 1732: Phụng ân Trấn quốc công Hoằng Chí (弘晊) - con trai thứ hai của Dận Kì. Sơ phong Phụng ân Phụ quốc công (奉恩輔國公), năm 1727 thăng Phụng ân Trấn quốc công (奉恩鎮國公), năm 1732 tập tước Hằng Thân vương (恆親王).

### Hoằng Ngang chi hệ
- 1725 - 1775: Dĩ Cách Nhất đẳng Trấn quốc Tướng quân Hoằng Ngang (弘昂) - con trai thứ tư của Dận Kì. Năm 1775 bị cách tước.

### Hoằng Hưởng chi hệ
- 1735 - 1740: Phụng ân Tướng quân Hoằng Hưởng (弘晌) - con trai thứ sáu của Dận Kì. Năm 1740 thoát tước.
- 1740 - 1777: Phụng ân Tướng quân Vĩnh Khánh (永慶) - con trai thứ hai của Hoằng Hưởng. Năm 1777 thoát tước.
- 1777 - 1810: Phụng ân Tướng quân Miên Chương (綿彰) - con trai trưởng của Vĩnh Khánh.

### Hoằng Đồng chi hệ
- 1735 - 1741: Phụng ân Tướng quân Hoằng Đồng (弘曈) - con trai thứ bảy của Dận Kì. Năm 1741 thoát tước.
- 1741: Phụng ân Tướng quân Vĩnh Nãi (永鼐) - con trai thứ hai của Hoằng Đồng.
- 1741 - 1758: Phụng ân Tướng quân Vĩnh Xuân (永春) - con trai trưởng của Hoằng Đồng. Năm 1758 thoát tước.
- 1759 - 1760: Dĩ Cách Phụng ân Tướng quân Miên Cương (綿綱) - con trai trưởng của Vĩnh Xuân. Năm 1760 bị cách tước.

### Vĩnh Hinh chi hệ
- 1756 - 1760: Nhị đẳng Phụ quốc Tướng quân Vĩnh Hinh (永馨) - con trai trưởng của Hoằng Chí.
- 1761 - 1775: Tam đẳng Phụng quốc Tướng quân Miên Thuyên (綿銓) - con trai trưởng của Vĩnh Hinh. Năm 1775 bị cách tước.

### Vĩnh Huân chi hệ
- 1765 - 1781: Nhị đẳng Phụng quốc Tướng quân Vĩnh Huân (永勳) - con trai thứ ba của Hoằng Chí.
- 1781 - 1816: Phụng ân Tướng quân Miên Quả (綿果) - con trai thứ tư của Vĩnh Huân.
- 1819 - 1849: Phụng ân Tướng quân Dịch Trưng (奕徵) - con trai trưởng của Miên Quả. Vô tự.

### Vĩnh Trạch chi hệ
- 1775 - 1790: Bất nhập Bát phân Phụ quốc công Vĩnh Trạch (永澤) - con trai thứ ba của Hoằng Thăng. Năm 1790 tập tước Bối tử (貝子).

### Miên Cương chi hệ
- 1799 - 1810: Tam đẳng Trấn quốc Tướng quân Miên Cương (綿疆) - con trai thứ ba của Vĩnh Trạch. Năm 1810 tập tước Phụng ân Trấn quốc công (奉恩鎮國公).

### Miên Tung chi hệ
- 1799 - 1835: Nhất đẳng Phụ quốc Tướng quân Miên Tung (綿崧) - con trai thứ tư của Vĩnh Trạch. Năm 1835 tập tước Phụng ân Phụ quốc công (奉恩輔國公).

### Tái Phục chi hệ
- 1839 - 1850: Nhị đẳng Phụ quốc Tướng quân Tái Phục (載茯) - con trai trưởng của Dịch Lễ. Năm 1850 tập tước Phụng ân Phụ quốc công (奉恩輔國公).

### Tái Mậu chi hệ
- 1844 - 1858: Nhất đẳng Phụng quốc Tướng quân Tái Mậu (載茂) - con trai thứ ba của Dịch Lễ.
- 1858 - 1866: Dĩ Cách Phụng ân Tướng quân Phổ Kính (溥鏡) - con trai trưởng của Tái Mậu. Năm 1866 bị cách tước.

## Phả hệ Hằng Thân vương
|                                                                        |                                                                        |                                                                        |                                                                        |                                                                        |                                                                        |  |  |  |  |  |  |                                                                     |                                                                     |                                                                     |                                                                     |                                                                     |                                                                     |  |  |  |  | Quá kế |  |                                                   |                                                   |                                                   |                                                   |                                                   |                                                   |  |  |  |  |  |  |  |  |  |  |  |  |  |  |  |  |  |  |
|                                                                        |                                                                        |                                                                        |                                                                        |                                                                        |                                                                        |  |  |  |  |  |  | Hằng Ôn Thân vương Dận Kì 1680 - 1698 - 1732                        |                                                                     |                                                                     |                                                                     |                                                                     |                                                                     |  |  |  |  |        |  |                                                   |                                                   |                                                   |                                                   |                                                   |                                                   |  |  |  |  |  |  |  |  |  |  |  |  |  |  |  |  |  |  |
|                                                                        |                                                                        |                                                                        |                                                                        |                                                                        |                                                                        |  |  |  |  |  |  |                                                                     |                                                                     |                                                                     |                                                                     |                                                                     |                                                                     |  |  |  |  |        |  |                                                   |                                                   |                                                   |                                                   |                                                   |                                                   |  |  |  |  |  |  |  |  |  |  |  |  |  |  |  |  |  |  |
|                                                                        |                                                                        |                                                                        |                                                                        |                                                                        |                                                                        |  |  |  |  |  |  |                                                                     |                                                                     |                                                                     |                                                                     |                                                                     |                                                                     |  |  |  |  |        |  |                                                   |                                                   |                                                   |                                                   |                                                   |                                                   |  |  |  |  |  |  |  |  |  |  |  |  |  |  |  |  |  |  |
| Dĩ cách Thế tử Cung Khác Bối lặc Hoằng Thăng 1696 - 1720 - 1727 - 1754 | Dĩ cách Thế tử Cung Khác Bối lặc Hoằng Thăng 1696 - 1720 - 1727 - 1754 | Dĩ cách Thế tử Cung Khác Bối lặc Hoằng Thăng 1696 - 1720 - 1727 - 1754 | Dĩ cách Thế tử Cung Khác Bối lặc Hoằng Thăng 1696 - 1720 - 1727 - 1754 | Dĩ cách Thế tử Cung Khác Bối lặc Hoằng Thăng 1696 - 1720 - 1727 - 1754 | Dĩ cách Thế tử Cung Khác Bối lặc Hoằng Thăng 1696 - 1720 - 1727 - 1754 |  |  |  |  |  |  | Hằng Khác Thân vương Hoằng Chí 1700 - 1732 - 1775                   | Hằng Khác Thân vương Hoằng Chí 1700 - 1732 - 1775                   | Hằng Khác Thân vương Hoằng Chí 1700 - 1732 - 1775                   | Hằng Khác Thân vương Hoằng Chí 1700 - 1732 - 1775                   | Hằng Khác Thân vương Hoằng Chí 1700 - 1732 - 1775                   | Hằng Khác Thân vương Hoằng Chí 1700 - 1732 - 1775                   |  |  |  |  |        |  |                                                   |                                                   |                                                   |                                                   |                                                   |                                                   |  |  |  |  |  |  |  |  |  |  |  |  |  |  |  |  |  |  |
| Dĩ cách Thế tử Cung Khác Bối lặc Hoằng Thăng 1696 - 1720 - 1727 - 1754 | Dĩ cách Thế tử Cung Khác Bối lặc Hoằng Thăng 1696 - 1720 - 1727 - 1754 | Dĩ cách Thế tử Cung Khác Bối lặc Hoằng Thăng 1696 - 1720 - 1727 - 1754 | Dĩ cách Thế tử Cung Khác Bối lặc Hoằng Thăng 1696 - 1720 - 1727 - 1754 | Dĩ cách Thế tử Cung Khác Bối lặc Hoằng Thăng 1696 - 1720 - 1727 - 1754 | Dĩ cách Thế tử Cung Khác Bối lặc Hoằng Thăng 1696 - 1720 - 1727 - 1754 |  |  |  |  |  |  | Hằng Khác Thân vương Hoằng Chí 1700 - 1732 - 1775                   | Hằng Khác Thân vương Hoằng Chí 1700 - 1732 - 1775                   | Hằng Khác Thân vương Hoằng Chí 1700 - 1732 - 1775                   | Hằng Khác Thân vương Hoằng Chí 1700 - 1732 - 1775                   | Hằng Khác Thân vương Hoằng Chí 1700 - 1732 - 1775                   | Hằng Khác Thân vương Hoằng Chí 1700 - 1732 - 1775                   |  |  |  |  |        |  |                                                   |                                                   |                                                   |                                                   |                                                   |                                                   |  |  |  |  |  |  |  |  |  |  |  |  |  |  |  |  |  |  |
|                                                                        |                                                                        |                                                                        |                                                                        |                                                                        |                                                                        |  |  |  |  |  |  |                                                                     |                                                                     |                                                                     |                                                                     |                                                                     |                                                                     |  |  |  |  |        |  |                                                   |                                                   |                                                   |                                                   |                                                   |                                                   |  |  |  |  |  |  |  |  |  |  |  |  |  |  |  |  |  |  |
| Bối tử Vĩnh Trạch 1741 - 1790 - 1810                                   | Bối tử Vĩnh Trạch 1741 - 1790 - 1810                                   | Bối tử Vĩnh Trạch 1741 - 1790 - 1810                                   | Bối tử Vĩnh Trạch 1741 - 1790 - 1810                                   | Bối tử Vĩnh Trạch 1741 - 1790 - 1810                                   | Bối tử Vĩnh Trạch 1741 - 1790 - 1810                                   |  |  |  |  |  |  | Phụng quốc Tướng quân Vĩnh Huân (永勳) 1738 - 1786                  | Phụng quốc Tướng quân Vĩnh Huân (永勳) 1738 - 1786                  | Phụng quốc Tướng quân Vĩnh Huân (永勳) 1738 - 1786                  | Phụng quốc Tướng quân Vĩnh Huân (永勳) 1738 - 1786                  | Phụng quốc Tướng quân Vĩnh Huân (永勳) 1738 - 1786                  | Phụng quốc Tướng quân Vĩnh Huân (永勳) 1738 - 1786                  |  |  |  |  |        |  | Hằng Kính Quận vương Vĩnh Hạo 1757 - 1775 - 1788  | Hằng Kính Quận vương Vĩnh Hạo 1757 - 1775 - 1788  | Hằng Kính Quận vương Vĩnh Hạo 1757 - 1775 - 1788  | Hằng Kính Quận vương Vĩnh Hạo 1757 - 1775 - 1788  | Hằng Kính Quận vương Vĩnh Hạo 1757 - 1775 - 1788  | Hằng Kính Quận vương Vĩnh Hạo 1757 - 1775 - 1788  |  |  |  |  |  |  |  |  |  |  |  |  |  |  |  |  |  |  |
| Bối tử Vĩnh Trạch 1741 - 1790 - 1810                                   | Bối tử Vĩnh Trạch 1741 - 1790 - 1810                                   | Bối tử Vĩnh Trạch 1741 - 1790 - 1810                                   | Bối tử Vĩnh Trạch 1741 - 1790 - 1810                                   | Bối tử Vĩnh Trạch 1741 - 1790 - 1810                                   | Bối tử Vĩnh Trạch 1741 - 1790 - 1810                                   |  |  |  |  |  |  | Phụng quốc Tướng quân Vĩnh Huân (永勳) 1738 - 1786                  | Phụng quốc Tướng quân Vĩnh Huân (永勳) 1738 - 1786                  | Phụng quốc Tướng quân Vĩnh Huân (永勳) 1738 - 1786                  | Phụng quốc Tướng quân Vĩnh Huân (永勳) 1738 - 1786                  | Phụng quốc Tướng quân Vĩnh Huân (永勳) 1738 - 1786                  | Phụng quốc Tướng quân Vĩnh Huân (永勳) 1738 - 1786                  |  |  |  |  |        |  | Hằng Kính Quận vương Vĩnh Hạo 1757 - 1775 - 1788  | Hằng Kính Quận vương Vĩnh Hạo 1757 - 1775 - 1788  | Hằng Kính Quận vương Vĩnh Hạo 1757 - 1775 - 1788  | Hằng Kính Quận vương Vĩnh Hạo 1757 - 1775 - 1788  | Hằng Kính Quận vương Vĩnh Hạo 1757 - 1775 - 1788  | Hằng Kính Quận vương Vĩnh Hạo 1757 - 1775 - 1788  |  |  |  |  |  |  |  |  |  |  |  |  |  |  |  |  |  |  |
|                                                                        |                                                                        |                                                                        |                                                                        |                                                                        |                                                                        |  |  |  |  |  |  |                                                                     |                                                                     |                                                                     |                                                                     |                                                                     |                                                                     |  |  |  |  |        |  |                                                   |                                                   |                                                   |                                                   |                                                   |                                                   |  |  |  |  |  |  |  |  |  |  |  |  |  |  |  |  |  |  |
| Phụng ân Trấn quốc công Miên Cương 1777 - 1810 - 1811                  | Phụng ân Trấn quốc công Miên Cương 1777 - 1810 - 1811                  | Phụng ân Trấn quốc công Miên Cương 1777 - 1810 - 1811                  | Phụng ân Trấn quốc công Miên Cương 1777 - 1810 - 1811                  | Phụng ân Trấn quốc công Miên Cương 1777 - 1810 - 1811                  | Phụng ân Trấn quốc công Miên Cương 1777 - 1810 - 1811                  |  |  |  |  |  |  | Phụng ân Phụ quốc công Miên Tung 1780 - 1835 - 1837                 | Phụng ân Phụ quốc công Miên Tung 1780 - 1835 - 1837                 | Phụng ân Phụ quốc công Miên Tung 1780 - 1835 - 1837                 | Phụng ân Phụ quốc công Miên Tung 1780 - 1835 - 1837                 | Phụng ân Phụ quốc công Miên Tung 1780 - 1835 - 1837                 | Phụng ân Phụ quốc công Miên Tung 1780 - 1835 - 1837                 |  |  |  |  |        |  | Miên Hoài (綿懷) 1770 - 1814                      | Miên Hoài (綿懷) 1770 - 1814                      | Miên Hoài (綿懷) 1770 - 1814                      | Miên Hoài (綿懷) 1770 - 1814                      | Miên Hoài (綿懷) 1770 - 1814                      | Miên Hoài (綿懷) 1770 - 1814                      |  |  |  |  |  |  |  |  |  |  |  |  |  |  |  |  |  |  |
| Phụng ân Trấn quốc công Miên Cương 1777 - 1810 - 1811                  | Phụng ân Trấn quốc công Miên Cương 1777 - 1810 - 1811                  | Phụng ân Trấn quốc công Miên Cương 1777 - 1810 - 1811                  | Phụng ân Trấn quốc công Miên Cương 1777 - 1810 - 1811                  | Phụng ân Trấn quốc công Miên Cương 1777 - 1810 - 1811                  | Phụng ân Trấn quốc công Miên Cương 1777 - 1810 - 1811                  |  |  |  |  |  |  | Phụng ân Phụ quốc công Miên Tung 1780 - 1835 - 1837                 | Phụng ân Phụ quốc công Miên Tung 1780 - 1835 - 1837                 | Phụng ân Phụ quốc công Miên Tung 1780 - 1835 - 1837                 | Phụng ân Phụ quốc công Miên Tung 1780 - 1835 - 1837                 | Phụng ân Phụ quốc công Miên Tung 1780 - 1835 - 1837                 | Phụng ân Phụ quốc công Miên Tung 1780 - 1835 - 1837                 |  |  |  |  |        |  | Miên Hoài (綿懷) 1770 - 1814                      | Miên Hoài (綿懷) 1770 - 1814                      | Miên Hoài (綿懷) 1770 - 1814                      | Miên Hoài (綿懷) 1770 - 1814                      | Miên Hoài (綿懷) 1770 - 1814                      | Miên Hoài (綿懷) 1770 - 1814                      |  |  |  |  |  |  |  |  |  |  |  |  |  |  |  |  |  |  |
|                                                                        |                                                                        |                                                                        |                                                                        |                                                                        |                                                                        |  |  |  |  |  |  |                                                                     |                                                                     |                                                                     |                                                                     |                                                                     |                                                                     |  |  |  |  |        |  |                                                   |                                                   |                                                   |                                                   |                                                   |                                                   |  |  |  |  |  |  |  |  |  |  |  |  |  |  |  |  |  |  |
|                                                                        |                                                                        |                                                                        |                                                                        |                                                                        |                                                                        |  |  |  |  |  |  | Dĩ cách Phụng ân Trấn quốc công Dịch Khuê 1803 - 1811 - 1835 - 1841 | Dĩ cách Phụng ân Trấn quốc công Dịch Khuê 1803 - 1811 - 1835 - 1841 | Dĩ cách Phụng ân Trấn quốc công Dịch Khuê 1803 - 1811 - 1835 - 1841 | Dĩ cách Phụng ân Trấn quốc công Dịch Khuê 1803 - 1811 - 1835 - 1841 | Dĩ cách Phụng ân Trấn quốc công Dịch Khuê 1803 - 1811 - 1835 - 1841 | Dĩ cách Phụng ân Trấn quốc công Dịch Khuê 1803 - 1811 - 1835 - 1841 |  |  |  |  |        |  | Phụng ân Phụ quốc công Dịch Lễ 1792 - 1838 - 1849 | Phụng ân Phụ quốc công Dịch Lễ 1792 - 1838 - 1849 | Phụng ân Phụ quốc công Dịch Lễ 1792 - 1838 - 1849 | Phụng ân Phụ quốc công Dịch Lễ 1792 - 1838 - 1849 | Phụng ân Phụ quốc công Dịch Lễ 1792 - 1838 - 1849 | Phụng ân Phụ quốc công Dịch Lễ 1792 - 1838 - 1849 |  |  |  |  |  |  |  |  |  |  |  |  |  |  |  |  |  |  |
|                                                                        |                                                                        |                                                                        |                                                                        |                                                                        |                                                                        |  |  |  |  |  |  | Dĩ cách Phụng ân Trấn quốc công Dịch Khuê 1803 - 1811 - 1835 - 1841 | Dĩ cách Phụng ân Trấn quốc công Dịch Khuê 1803 - 1811 - 1835 - 1841 | Dĩ cách Phụng ân Trấn quốc công Dịch Khuê 1803 - 1811 - 1835 - 1841 | Dĩ cách Phụng ân Trấn quốc công Dịch Khuê 1803 - 1811 - 1835 - 1841 | Dĩ cách Phụng ân Trấn quốc công Dịch Khuê 1803 - 1811 - 1835 - 1841 | Dĩ cách Phụng ân Trấn quốc công Dịch Khuê 1803 - 1811 - 1835 - 1841 |  |  |  |  |        |  | Phụng ân Phụ quốc công Dịch Lễ 1792 - 1838 - 1849 | Phụng ân Phụ quốc công Dịch Lễ 1792 - 1838 - 1849 | Phụng ân Phụ quốc công Dịch Lễ 1792 - 1838 - 1849 | Phụng ân Phụ quốc công Dịch Lễ 1792 - 1838 - 1849 | Phụng ân Phụ quốc công Dịch Lễ 1792 - 1838 - 1849 | Phụng ân Phụ quốc công Dịch Lễ 1792 - 1838 - 1849 |  |  |  |  |  |  |  |  |  |  |  |  |  |  |  |  |  |  |
|                                                                        |                                                                        |                                                                        |                                                                        |                                                                        |                                                                        |  |  |  |  |  |  |                                                                     |                                                                     |                                                                     |                                                                     |                                                                     |                                                                     |  |  |  |  |        |  |                                                   |                                                   |                                                   |                                                   |                                                   |                                                   |  |  |  |  |  |  |  |  |  |  |  |  |  |  |  |  |  |  |
|                                                                        |                                                                        |                                                                        |                                                                        |                                                                        |                                                                        |  |  |  |  |  |  | Phụng ân Phụ quốc công Tái Phục 1809 - 1849 - 1862                  |                                                                     |                                                                     |                                                                     |                                                                     |                                                                     |  |  |  |  |        |  |                                                   |                                                   |                                                   |                                                   |                                                   |                                                   |  |  |  |  |  |  |  |  |  |  |  |  |  |  |  |  |  |  |
|                                                                        |                                                                        |                                                                        |                                                                        |                                                                        |                                                                        |  |  |  |  |  |  |                                                                     |                                                                     |                                                                     |                                                                     |                                                                     |                                                                     |  |  |  |  |        |  |                                                   |                                                   |                                                   |                                                   |                                                   |                                                   |  |  |  |  |  |  |  |  |  |  |  |  |  |  |  |  |  |  |
|                                                                        |                                                                        |                                                                        |                                                                        |                                                                        |                                                                        |  |  |  |  |  |  | Bất nhập Bát phân Phụ quốc công Phổ Tuyền 1836 - 1863 - 1864        |                                                                     |                                                                     |                                                                     |                                                                     |                                                                     |  |  |  |  |        |  |                                                   |                                                   |                                                   |                                                   |                                                   |                                                   |  |  |  |  |  |  |  |  |  |  |  |  |  |  |  |  |  |  |
|                                                                        |                                                                        |                                                                        |                                                                        |                                                                        |                                                                        |  |  |  |  |  |  |                                                                     |                                                                     |                                                                     |                                                                     |                                                                     |                                                                     |  |  |  |  |        |  |                                                   |                                                   |                                                   |                                                   |                                                   |                                                   |  |  |  |  |  |  |  |  |  |  |  |  |  |  |  |  |  |  |
|                                                                        |                                                                        |                                                                        |                                                                        |                                                                        |                                                                        |  |  |  |  |  |  | Bất nhập Bát phân Phụ quốc công Dục Sâm 1860 - 1865 - ?             |                                                                     |                                                                     |                                                                     |                                                                     |                                                                     |  |  |  |  |        |  |                                                   |                                                   |                                                   |                                                   |                                                   |                                                   |  |  |  |  |  |  |  |  |  |  |  |  |  |  |  |  |  |  |
|                                                                        |                                                                        |                                                                        |                                                                        |                                                                        |                                                                        |  |  |  |  |  |  |                                                                     |                                                                     |                                                                     |                                                                     |                                                                     |                                                                     |  |  |  |  |        |  |                                                   |                                                   |                                                   |                                                   |                                                   |                                                   |  |  |  |  |  |  |  |  |  |  |  |  |  |  |  |  |  |  |
|                                                                        |                                                                        |                                                                        |                                                                        |                                                                        |                                                                        |  |  |  |  |  |  | Bất nhập Bát phân Phụ quốc công Hằng Yến 1911 - ? - ?               |                                                                     |                                                                     |                                                                     |                                                                     |                                                                     |  |  |  |  |        |  |                                                   |                                                   |                                                   |                                                   |                                                   |                                                   |  |  |  |  |  |  |  |  |  |  |  |  |  |  |  |  |  |  |